# Râul Valea Bozului
Râul Valea Bozului este un curs de apă, afluent al râului Secaș. 